# 峨嵋号补给舰
峨嵋舰，或称峨眉号补给舰、峨眉号舰队油船，中华民国海军曾经的一艘卡诺瓦级舰队油船。该舰原为美国海军的莫米号（USS Maumee，编号AO-2），建造于美国马雷岛海军造船厂，1916年10月20日服役。1946年，美国租借给中国的八艘舰船，莫米号因护送八舰并为舰队补充燃油物料而派至中国，后于1946年移交给中华民国海军使用，1967年退役报废。

## 设计制造
该舰最早称14号燃料船，由驻扎在马雷岛的威廉·克罗斯上尉的女儿珍妮特·克罗斯赞助、加利福尼亚州马雷岛海军造船厂建造，1914年7月23日开工，1915年4月17日下水，1916年10月20日服役，首任舰长为亨利·C.丁格。1920年7月17日，美军海军舰艇引入分类编号，莫米号被编为AO-2。莫米号的命名来源于莫米河。
该舰是美国海军第一艘由柴油发动机提供动力的水面舰艇，拥有两台3600马力、转速125转/分的柴油发动机。该舰被从旧金山联合钢铁厂一直拖到布鲁克林海军造船厂以安装发动机。切斯特·威廉·尼米兹曾担任该舰的首席技术官。

## 服役早期

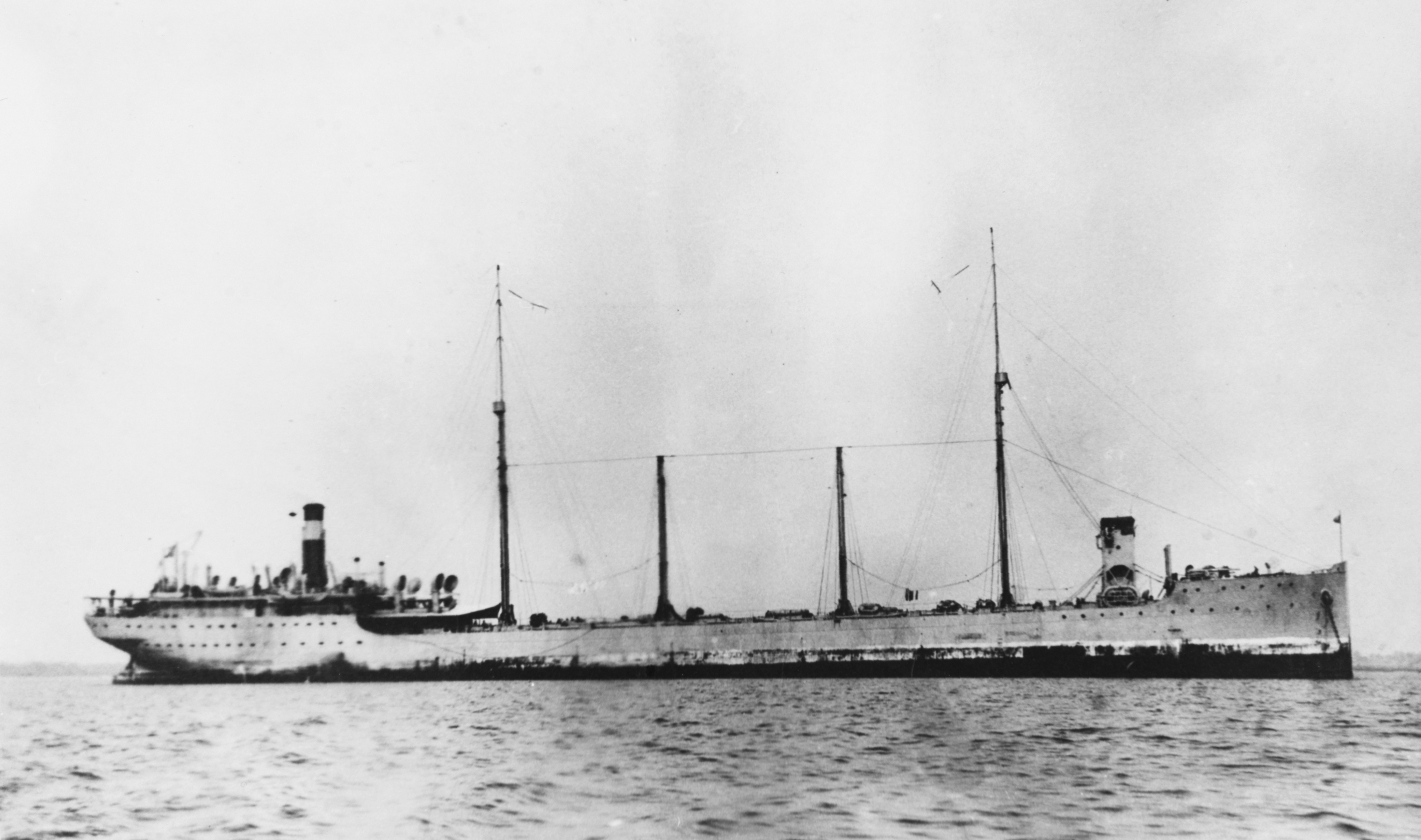
原始配置的莫米号

在美国加入第一次世界大战前，莫米号主要在美国东海岸和古巴附近活动。1917年4月6日美国加入一战后，莫米号被安排为前往英国的驱逐舰加油。莫米号驻扎在格陵兰岛以南约300英里处，于5月28日迎来第二批派往欧洲的美国舰船。随着六艘舰船加油完成，莫米号开创了美国海军移动加油的后勤支持模式，这将使舰队能够在海上工作更长时间，实现在远离友好港口处的可用性。
1917年7月5日，莫米号已在大西洋中部为34艘前往爱尔兰的驱逐舰加油。在一战的剩余时间里，她完成了两次前往欧洲的远洋穿越，并在欧洲为美国远征军的海军部队加油。战争结束后，莫米号返回美国东海岸附近活动，直到1922年6月9日退役，停泊在费城海军造船厂备用。

## 二战期间

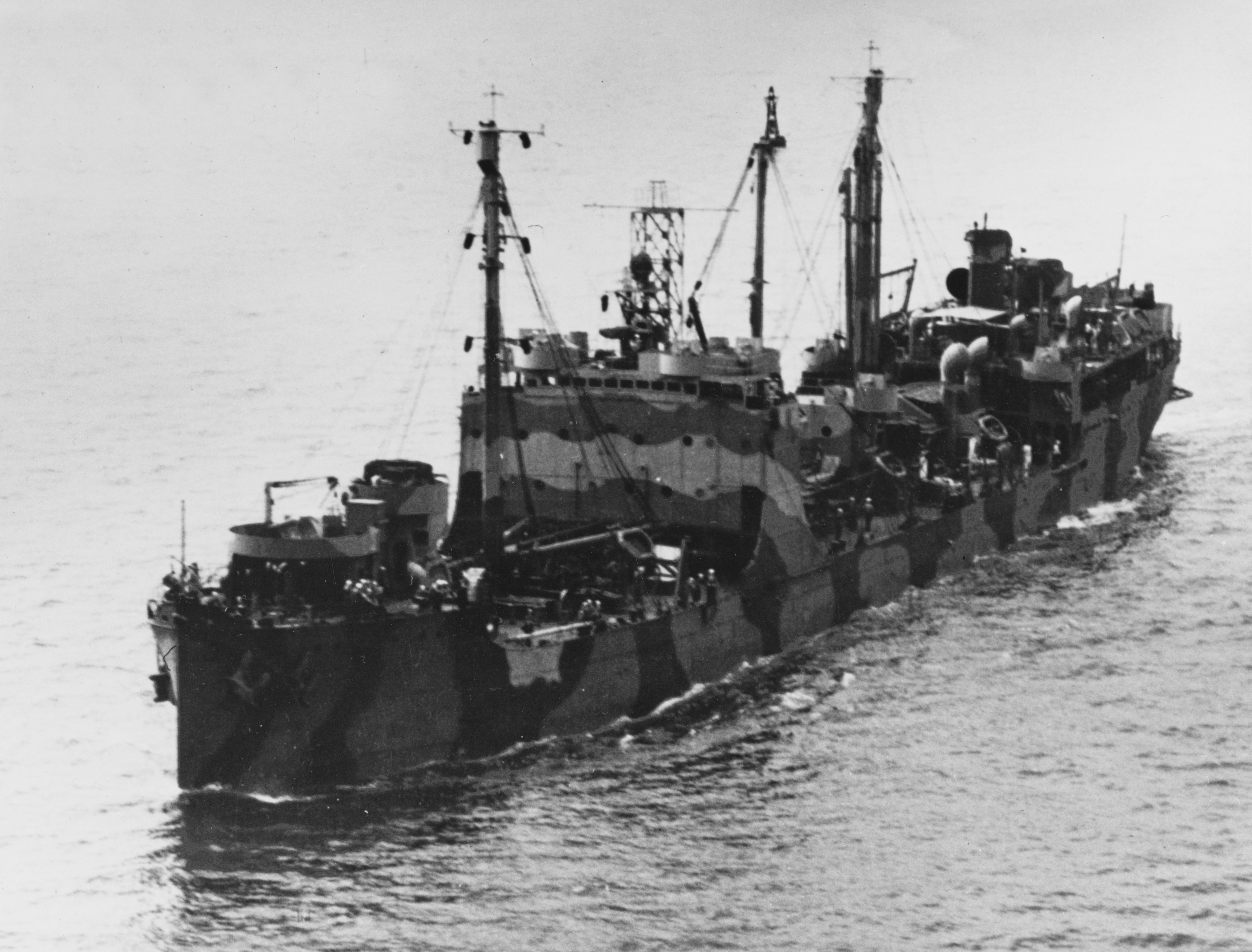
1942年的莫米号

二战期间，预备役中的莫米号在马里兰州巴尔的摩完成大修，改为蒸汽动力推进后，于1942年6月2日重新服役，被分配到大西洋舰队，为北卡罗来纳海角附近的训练舰定期加油，直到1942年11月6日。随后，莫米号开始了其一战后的首次跨大西洋航行。11月25日，莫米号从诺福克出发，途经百慕大最终抵达卡萨布兰卡，在北非解放期间为小型船只加油。12月22日，莫米号启程返航，于1943年1月9日返回诺福克，后运输石油到前往阿鲁巴。然后在3月19日再次启程前往北非，为诺曼底登陆期间的法尔茅斯的拖船加油。沉没的德国潜艇，从莫米号曾用其5英寸火炮击沉一艘浮出水面的德国潜艇。其后至7月8日，莫米号继续向北非运送燃料。而后奉命从荷属西印度群岛运送石油到东海岸海军基地，其后8个月则在加勒比地区、美军阿根廷海军基地和紐芬蘭自治領之间活动。1945年5月，莫米号被调配至太平洋舰队，于6月20日离开诺福克，7月15日抵达珍珠港，同一天被重新编号为AG-124。一个月后被派往中国，于9月30日抵达长江，3天后在上海黄浦江停泊并充当加油船，后该舰被重新划归大西洋舰队，并于11月16日启程返航，于12月8日抵达珍珠港。

## 护航赠华八舰
1945年12月13日，莫米号离开夏威夷，于1946年1月1日通过巴拿马运河，并于1月8日抵达弗吉尼亚州朴次茅斯。1946年2月12日，载着一批石油起航前往关塔那摩湾并于2月16日抵达。在接下来的2个月，为美国租借给中国的八艘军舰提供维修、加油等服务。1946年4月，中国海军驻美国舰队离开关塔那摩港开始返回中国，莫米号被安排护送八艘舰船并在航途中为其补充燃油物料，同时被借给舰队指挥官林遵作为指挥官座驾舰。舰队计划按照中国政府命令在返国途中访问古巴、墨西哥、日本等国家并慰问当地侨胞，舰队首先访问古巴首府哈瓦那，继而从巴拿马的科隆港向南通过巴拿马运河后抵达巴拿马城，出巴拿马湾后沿中美洲西岸航行至墨西哥的阿卡普尔科港，再驶往美国西岸的圣地亚哥和洛杉矶长滩港，经檀香山、珍珠港后，到中途岛补充油水物料和配件，然后航至日本横须贺港。1946年7月19日，舰队完成访问和慰侨任务后顺利抵达上海吴淞口。护送任务完成后，早在5月份已得知将要移交给中华民国的莫米号驶往青岛美军基地:103。

## 赠予中华民国后

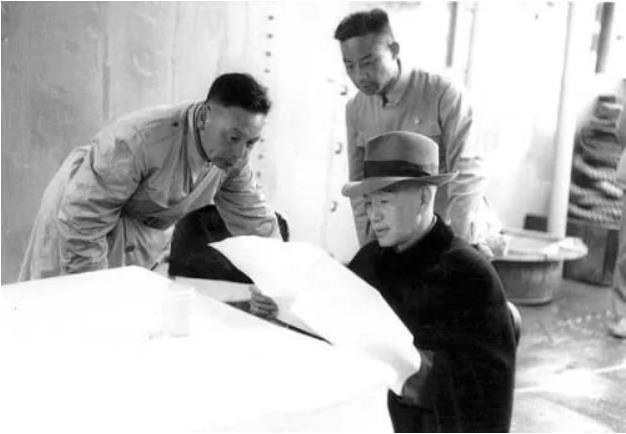
蒋介石和蔣經國在駛往大陳島的峨嵋號軍艦上

1946年11月5日，莫米号被移交给中华民国海军，同日被命名为“峨嵋舰”（编号AO-509），代海军总司令桂永清主持接收仪式。1948年2月7日，该舰被永久转交给中华民国，3月12日被从美国海军除籍，其后一直在中华民国海军服役。1954年5月6日，蒋介石乘峨嵋舰前往大陈岛，7日上午峨嵋舰到达大陈岛外海下锚，蒋介石等上大陈岛视察、督战，后于5月9日返航回台湾，是为蒋介石生前最后一次返回浙江。
1967年，峨嵋舰在台湾高雄退役，不久后被中华民国海军除籍，于1967年8月至10月在高雄海军基地报废。